# Clyde Connell
Clyde Connell (Shreveport, Luisiana, 1901 - 2 de mayo de 1998) fue una escultora estadounidense.

## Vida y obra
Nacida en Shreveport, en la parroquia de Caddo en el Noroeste de Luisiana. Activa como escultora a partir de los 60 años.
En el año de su fallecimiento fue nombrada "Leyenda Viva" de Louisiana por el Public Broadcasting Service
Escultora reconocida por sus tótems.
Entre sus más conocidas obras figuran:
- Bisineau Memory, 1966,[2] tótem
- Inner Place Habitat, 1977,[2] tótem culminado con una pirámide, a modo de torre con cuatro patas
- Dialogue Gate, 1981,[2] estructura con un podio superior, al que se accede por una escalera
- Numbered and Filed #2, 1984,[2] escultura-instalación: Dos tótem apoyados sobre una estructura de estantes sobre una acumulación de virutas en el suelo
- Bound People, 1987,[2] grupo de figuras estilizadas, recortadas en un plano
- Triptych #1, 1991,[2] tótem